# 永春花
永春花，是使用絨線鉤織與傳統女紅刺繡技藝製作人造花，由台灣滿族人何連郁文在1967年所創。

## 歷史
創作動機源於何連郁文因自己從小體弱多病，心想萬一先離夫婿而去，想留一點美麗的事物給夫婿作紀念。她使用絨線鉤出立體花，第一朵立體絨線花是玫瑰，此後又陸續鉤了梅花、石竹、聖誕紅、康乃馨等許多不同的花種，此技法由先生何紫筠取名「永春花」，意味著絨線花可以將春天永遠留住。
這種技巧是以五種基本針法變化而成。1968年後陸續在台灣各地、舊金山展覽。1974年起，在台中圖書館開班授課，傳授「永春花」的鉤織方法。為表彰何連郁文女士多年在「永春花」傳統中國民間藝術上的貢獻，當時台中圖書館館長於1983年特別致贈一個獎牌給何連郁文女士。
過去國泰人壽保險公司希望以300萬元台幣購買70件「永春花」作品，但被何連郁文婉拒，理由不願將自己的作品當作商品。
永春花曾於1983年冬天於中正紀念堂中正藝廊展出，蘇南成特定前來，並讚美何連郁文適合當老婆，後者隨即表示要開班授課，一定留心替單身的市長物色對象
。

## 外部連結
- 永春花部落格 （页面存档备份，存于）